# Marae

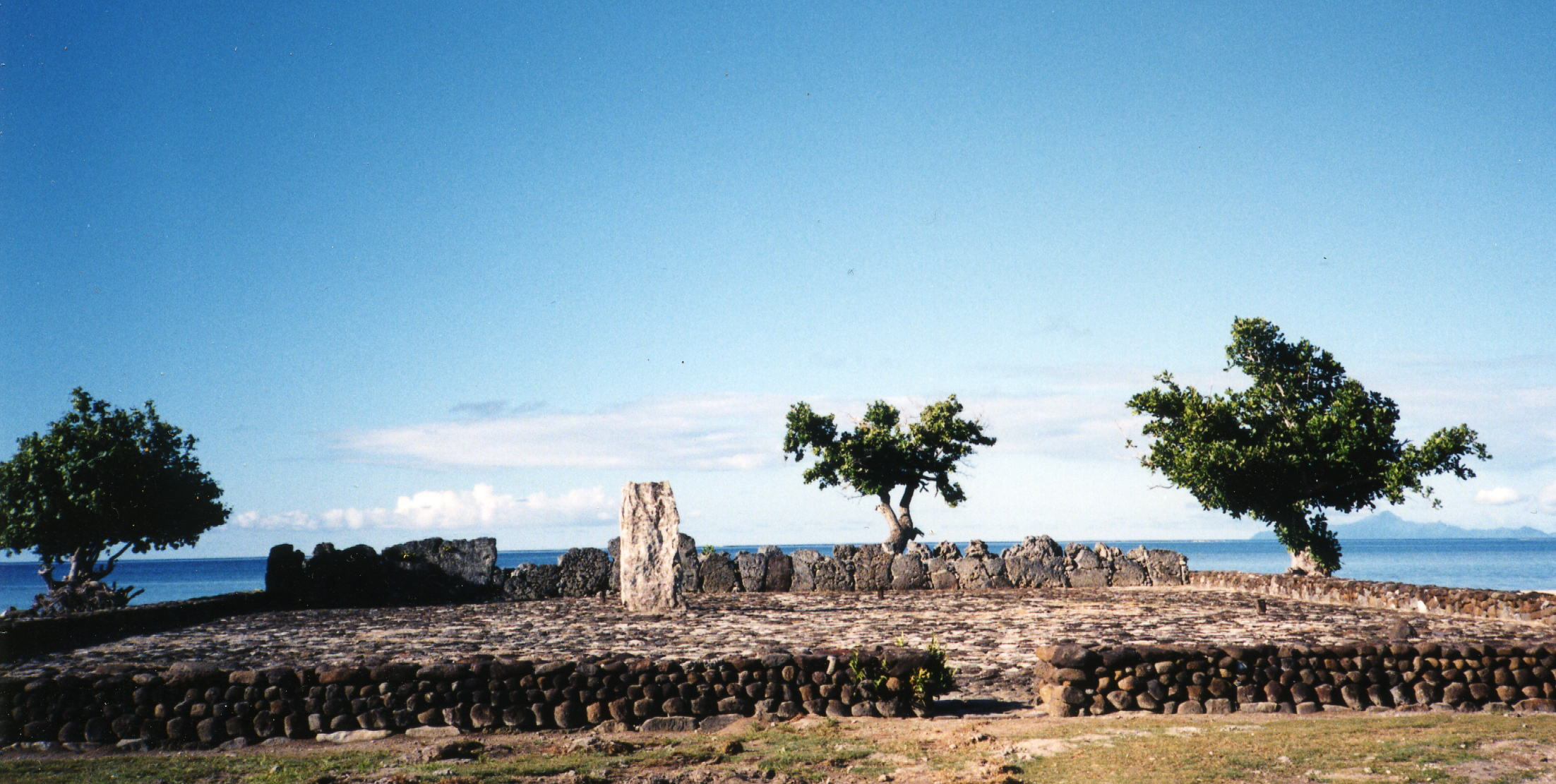
Antico marae a Taputapuatea, nell'isola di Raiatea (Isole della Società), restaurato nel 1994

Un marae (in maori, maori delle Isole Cook, tahitiano), malaʻe (in tongano) o malae (in samoano e avaiano) è un luogo sacro che serve sia per eventi sacri che sociali nelle società polinesiane sin dai tempi pre-cristiani.

## Origine
In tutte queste lingue la parola significa "pulito, libero da alberi, etc." ed infatti il marae consiste generalmente in una spianata rettangolare (la vera e propria marae), circondata da pietre o blocchi di legno (chiamati au in Tahitiano e nel Maori delle Isole Cook), a volte con terrazzamenti (paepae). Le marae erano utilizzate anticamente per dei cerimoniali con una pietra centrale detta ahu o a'u (a volte nella cultura rapanui sull'Isola di Pasqua ahu divenne sinonimo di tutto il complesso marae).